# Nerf Herder
Nerf Herder es una banda de rock de Santa Bárbara formada en 1994 por Parry Gripp (vocales, guitarra), Charlie Dennis (bajo) y Steve Sherlock (batería). Ellos se escriben a sí mismos como una banda de "geek rock", y son conocidos por canciones de un estilo punk simple y moderno con frecuentes referencias líricas humorosos juveniles y de la cultura pop. Son conocidos por componer el tema que suena durante la cortinilla de inicio de los capítulos de la serie Buffy the Vampire Slayer, y por su sencillo "Van Halen" (1997), un tributo a la banda homónima, Van Halen. Este sencillo atrajo la atención de bastantes estaciones de radio, lo que les llevó a firmar con Arista Records.
La canción "High Five Anxiety" está presente en la banda sonora de Major League Baseball 2k7 (Xbox 360) hecha por 2k Sports. La versión de la canción de ELO "Mr. Blue Sky" fue usado en los créditos finales del documental del Channel 4 británico "la gran mentira del calentamiento global" en el original The Great Global Warming Swindle (2007).

## Discografía
- Nerf Herder (album)|Nerf Herder (1996)
- How to Meet Girls (2000)
- My E.P. (2000)
- High Voltage Christmas Rock (2000)
- American Cheese (album)|American Cheese (2002)
- Nerf Herder IV (2008)